# United Petrotrin
Maillots
L'United Petrotrin est un club de football de Trinité-et-Tobago fondé en 1992.

## Palmarès
- CFU Club Championship (1)
  - Vainqueur : 1997

- Championnat de Trinité-et-Tobago (2) 
  - Champion : 1986, 1988

- Coupe de Trinité-et-Tobago (5)
  - Vainqueur : 1986, 1988, 1993, 1995, 1997

- Coupe Toyota Classic de Trinité-et-Tobago (1)
  - Vainqueur : 2006